# Aquädukt Leobersdorf

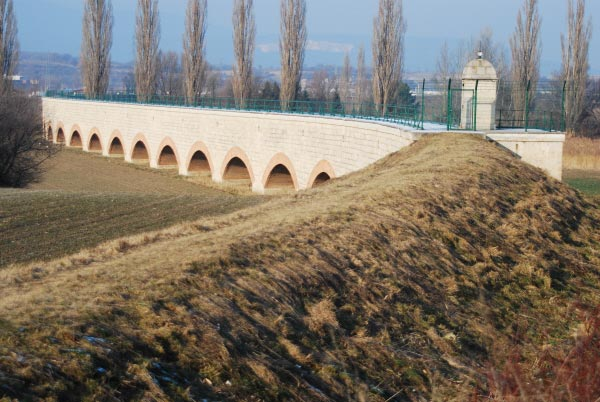
Aquädukt Leobersdorf (Blickrichtung Norden)

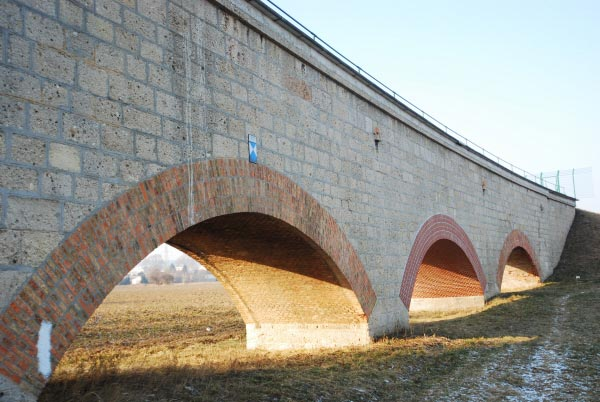
Aquädukt Leobersdorf – Kulturgutplakette im Scheitelpunkt des linken Bogens

Der Aquädukt Leobersdorf ist ein denkmalgeschütztes Bauwerk der Wiener Wasserversorgung im Verlauf der I. Wiener Hochquellenwasserleitung am Eingang des Triestingtals westlich der Südautobahn auf dem Gemeindegebiet von Leobersdorf in Niederösterreich. Das Bauwerk steht zusätzlich unter dem Schutz der Haager Konvention zum Schutz von Kulturgut bei bewaffneten Konflikten.
Der zwischen 1870 und 1873 errichtete Aquädukt Leobersdorf ist eine ungefähr 1.065 Meter lange Talübersetzung mit 22 sichtbaren Bogenstellungen mit Segmentbögen mit je 9,48 Metern Spannweite sowie 134 Bogenstellungen in der Anschüttung. Die Spannweite dieser Bogenstellungen beträgt rund 3,8 Meter. Bei einer durchschnittlichen Gesamthöhe des Aquädukts von 8,9 Metern beträgt die lichte Höhe der offenen Bogenstellungen ungefähr 5 Meter.
Das Bauwerk quert in seinem nördlichen Teil das Hauptbett der Triesting. Als im Juni 1871 der Wiener Gemeinderat beschloss, sämtliche bis dahin fertiggestellten bzw. in Fertigstellung begriffenen Arbeiten der Wasserleitung überprüfen zu lassen, wurde im Schlussbericht der dazu im Jänner 1872 abgehaltenen Enquête über den Aquäduct der Wasserleitung beantragt, die schon fertigen fünf Bögen der Triestingbrücke gänzlich abzutragen, wie dies von der städtischen Bauleitung in Aussicht genommen und gefordert worden war. Neben den fünf Bogen des Leobersdorfer Objekts waren zu jener Zeit 135 Bögen vollendet, gegen deren Qualität die Enquête-Kommission keine Einwände erhob.
Errichtet wurde diese Talübersetzung mit einer leichten S-Form im Bereich der offenstehenden Strecke aus Stein, der mit Quadern verkleidet wurde. Die übrigen Pfeiler wurden aus Bruchsteinmauerwerk erbaut. Die Gewölbe bestehen aus Ziegeln und wurden mit Quadereinfassungen versehen.
Am südlichen Ende des Aquädukts befindet sich Einstiegsturm 30 ().
800 m nördlich der Querung des Hauptbettes der Triesting überfährt, ebenfalls auf dem Gemeindegebiet von Leobersdorf, die Hochquellenwasserleitung den von der Gemeinde Leobersdorf nach 1846 begonnenen und erst zwischen 1924 und 1930 fertiggestellten Triestinghochwassergraben, der durch ein auf dem Gemeindegebiet von Enzesfeld erbautes Teilungswerk (Schleuse) reguliert wird. Der zweibogige Aquädukt () dürfte dem 20. Jahrhundert entstammen und steht nicht unter Schutz.